# Les Sims 2
Les Sims 2 est un jeu vidéo de simulation de vie développé par Maxis, édité par Electronic Arts le 14 novembre 2004 sur PC (Windows) et adapté sur Mac OS X le 17 juin 2005. Il est adapté sur Game Boy Advance, GameCube, Nintendo DS, Playstation 2, Xbox et PSP. Il est le second épisode de la série après Les Sims.

## Description du jeu
Le jeu contient 8 extensions, 9 kits d'objets bonus et 9 éditions spéciales.
Dans ce second opus, une interface graphique avancée et l'apparition de la 3D améliorent la jouabilité par rapport à son prédécesseur. La version de base du jeu intègre la majorité des grandes évolutions apportées au premier titre par ses extensions, sans compter les extensions propres à cet épisode.
Le principe du jeu reste cependant le même, tout en apportant de nouvelles fonctionnalités comme la jauge d'aspiration de chaque Sim, qui évolue en fonction de l'assouvissement de ses désirs, ou au contraire de la réalisation de ses craintes (désirs et craintes évoluant constamment au cours de la vie de chaque Sim).
L'environnement est amélioré par rapport à la version précédente. Il y a une plus grande diversité au niveau des comportements des Sims ainsi que des objets, maisons, terrains. L'angle de la caméra est maintenant totalement gérable, contrairement au premier épisode qui ne proposait qu'un nombre limité de vues.

## Version DS
Les Sims 2 pour Nintendo DS est le premier jeu DS des Sims 2. Comme beaucoup de jeux sur console, il se déroule à Zarbville, avec certains des mêmes visages.
Le personnage du joueur arrive à Zarbville, après avoir eu un accident de voiture. L’éleveur de vaches, Horus Le Bouseux, les informe que leur « moteur a plus de trous qu’un magasin de beignets » et suggère qu’ils devraient probablement s’enregistrer à l’hôtel local. Une coïncidence intéressante est que le directeur de l’hôtel est parti la veille et a laissé une note au comptoir d’enregistrement adressée au personnage du joueur indiquant qu’il est le nouveau directeur de l’hôtel.
Le but du jeu est d’améliorer l’hôtel en ajoutant des extensions, en meublant des chambres, en atteignant des objectifs, en sauvegardant des clients ou en les aidant à trouver des objets manquants et en gardant l’hôtel propre.
Il y a trois invités principaux, Frankie Fusilli, Ava Cadavra et Optimum Alfred, qui ont des quêtes à accomplir.

### Écran tactile
Le jeu intègre un écran tactile avec son gameplay. Il est utilisé pour le menu, les mini-jeux et les interactions sociales.

### En temps réel
Le jeu se joue en temps réel, certaines options ne se déroulant que la nuit et d’autres uniquement le jour, certaines missions ne peuvent être effectuées que la nuit. La construction des chambres prend 8 heures en temps réel et les clients passent à la caisse sur des fenêtres spécifiques à des dates précises.
La boutique propose de nouveaux articles tous les jours et un article en édition limitée chaque mois. Les points de compétence que l’on trouve dans l’hôtel n’apparaissent qu’à certaines heures et certains jours. La météo est aléatoire (il existe deux types de temps : le soleil et la pluie).
De plus, si le joueur change l’heure à l’envers, les extraterrestres apparaîtront à chaque point d’apparition des extraterrestres à Zarbville, il est donc probablement préférable de ne pas voyager dans le temps et en plus on devient mou et lent.

### Interaction sociale
Le joueur peut améliorer sa relation avec les Sims en interagissant avec eux, à condition qu’ils soient en ville. Les interactions sociales avec eux dépendent de leur humeur.
- Content : Les Sims n’ont pas besoin d’interagir avec eux, mais peuvent être impressionnés pour un coup de pouce dans la relation. L’interaction ne donne pas de récompense physique comme de l’argent ou des gourdes. Ils apparaissent comme « heureux » s’ils reçoivent un message au téléphone.
- En colère : Les Sims peuvent envoyer des SMS grossiers à tout moment. Ces Sims devraient être calmés s’ils sont invités à l’hôtel, car ils peuvent casser des meubles dans leur chambre, qui ne peuvent pas être réparés et doivent être nettoyés. L’objet sera remplacé par un objet appelé « débris » qui ressemble à un tas de poussière et de planches de bois.
- Triste Les Sims peuvent parfois modifier les couleurs des meubles de leur chambre d’hôtel s’ils sont invités. Ils peuvent être réconfortés. Ils sont triste lorsqu'un extraterrestre, un robot ou un vaurien s'en prend au sims.
- Dingue Les Sims ont besoin d’être retenus, sinon ils laissent des tas sur le sol qui doivent être nettoyés. Ils vous enverront des SMS étranges, tels que "Wow ! Regardez cette chose brûler. C’est une flamme violette et verte. Et je vole !
- Romantique Les Sims peuvent être romantiques, mais l’interaction ne donne aucune récompense autre qu’un coup de pouce à la relation. Si le Sim du joueur est un homme, il ne peut romancer que des femmes (et vice versa). Certains Sims ne peuvent pas être romantiques, notamment Lord Mole, Optimum Alfred, Bigfoot, Jeb, Pepper Pete, Empereur Xizzle et Horus.

En fonction de ce que le Sim ressent, il interagira avec le joueur de différentes manières (les messages texte seront dans des tons différents, son accueil sera différent, etc.). Les articles peuvent être offerts en cadeau pour améliorer les relations. Les Sims qui attendent dans le hall de l’hôtel peuvent être enregistrés dans n’importe quelle chambre vacante de l’hôtel.
Ils donneront un jour auquel ils restent, à moins qu’ils ne soient expulsés par le joueur ou qu’ils choisissent de partir au hasard (ce qui est annoncé par SMS). Ils peuvent également être enregistrés dans le Penthouse une fois toutes les quêtes terminées. Selon leur humeur au moment du départ, les clients paieront la totalité ou la moitié de la facture, et pourront même donner un pourboire.
Un porte brochures se trouve dans le hall, les Sims qui se promènent dans le lobby peuvent les acheter pour 15 simflouz chacun, que le joueur peut réapprovisionner gratuitement

### Raison
La santé mentale est l’humeur du personnage du joueur. La santé mentale peut être augmentée en interagissant avec des objets tels que des lits, des bancs, des chaises, des douches, des toilettes, des réfrigérateurs, etc. Des icônes rouges clignotantes affichées au-dessus de la tête du personnage du joueur indiquent un besoin qui doit être résolu immédiatement, sinon sa jauge de santé mentale s’épuisera. Lorsque la jauge de santé mentale est épuisée, le joueur peut être jeté en prison et perdre 200 simflouz pour la caution. Si le joueur n’a pas assez d’argent pour payer, Mamma Hogg le renflouera. Sinon, ils s’évanouiront et seront renvoyés dans la suite du directeur par le Cow-boy sinistre. La santé mentale peut également s’épuiser à force de passer du temps dans le désert et au congélateur. Il y a un morceau de viande suspendu à l’intérieur du congélateur, avec lequel on peut interagir pour un grand coup de pouce de santé mentale.
Être abattu par des robots, attaqué par des criminels (comme le gang de Crime Spree Bob ou les hommes de main de Jimmy the Neck), ou être enlevé par des extraterrestres draine également la raison. Les Sims qui ont été enlevés par des extraterrestres auront du mal à marcher jusqu’à ce que leur santé mentale se soit rétablie.
Les compteurs de santé mentale peuvent varier en couleur en fonction des niveaux. En fonction de leur aspiration, interagir avec des Sims qui sont d’une humeur spécifique finira par augmenter leur niveau (par exemple, les Sims avec l’aspiration de la fortune augmenteront leur niveau en calmant les Sims en colère). Les niveaux peuvent être vérifiés sur le panneau de statistiques de la Suite du Manager sous l’onglet « aspirations ».

### Hôtel
L’hôtel commence avec seulement le hall principal, le hall du deuxième étage (avec la petite pièce près de l’ascenseur), le sous-sol (où se trouvent la salle des fours et le congélateur), la suite du directeur, le penthouse et la terrasse. Il y a beaucoup d’autres pièces qui peuvent être construites, y compris un coffre-fort, un casino et une galerie d’art. Certaines chambres doivent être construites lors de l’enregistrement des trois invités spéciaux. Frankie Fusilli demande un caveau, et l'Antre Bovine est une pièce demandée par Ava Cadavra.
En plus de remplir les objectifs du jeu, c’est le travail des joueurs d’entretenir l’hôtel. La construction de chaque chambre de l’hôtel portera la note de l’hôtel à 100%. Le joueur peut acheter des pièces en parlant au greffier de l’hôtel de ville pour obtenir des simflouz, et Tristan Legends les construira au cours des 8 prochaines heures.
Il y a trois chambres supplémentaires qui peuvent être construites pour les clients, à savoir la chambre d’amis Jungle, la chambre d’hôtes de luxe et la chambre d’hôtes moderne, toutes situées dans le hall du 2ème étage. À l’intérieur de l’atrium, il y a le Sax Lounge, la galerie d’art, l’Asian Emporium, le casino, le spa et la salle de sport, et le Lion Lounge. Le sous-sol abrite le sanctuaire des bovins, la Rat-Cave, l’abri fort, l’entrepôt secret et le laboratoire du gouvernement. La construction de la grotte des rats coûte 3 500 § ; cependant, Tristan le construira gratuitement s’il n’a pas été acheté par le départ d’Ava Cadavra.

### Gagner des simflouz
Les joueurs peuvent gagner des simflouz en incitant les clients à s’enregistrer à l’hôtel. Plus le mobilier des chambres est cher, plus les clients paieront pour leur séjour. Vérifier les Sims lorsqu’ils sont neutres/satisfaits est le meilleur moyen de garantir que la facture sera payée en totalité, et si les Sims sont de bonne humeur, ils laisseront souvent un pourboire. Garder le porte-brochures en stock permet de gagner de l’argent, car chacun se vend 15 § chacun.
D’autres façons d’obtenir des simflouz comprennent ; trouver des plaques d’immatriculation et les vendre au shérif de la prison, vendre des barres de carburant au commis de la mairie, vendre des gourdes à la dame du saloon et vendre des pièces d’OVNI au commis du magasin général, Johnny Smith. Des choses étranges comme des pierres et des meubles de rechange peuvent également être vendues à Johnny. Se calmer, remonter le moral et retenir les Sims se traduira par une récompense, comme des simflouz, des barres de combustible ou des gourdes.
Les joueurs peuvent également fabriquer des simflouz en créant des œuvres d’art dans la galerie, en jouant de la musique dans le Sax Lounge et le Lion Lounge en jouant sur le clavier, en gagnant les cartes de loterie trouvées dans la boutique ou en gagnant des cartes Keelhaulin' dans le casino. Le détecteur de métaux peut trouver des choses comme des extraterrestres momifiés et des barres de métal dans le désert que vous pouvez vendre à l’employé du magasin. Les extraterrestres momifiés peuvent également être disséqués dans un mini-jeux à l’intérieur du laboratoire du gouvernement.
Une fois que le joueur a construit Coffre-Fort pour son hôtel, il y a une machine à argent près de l’arrière où les Sims peuvent imprimer des simflouz. Cependant, cela peut entraîner l’arrestation du joueur. Des barres de cuivre, d’argent, d’or et de chocolat peuvent être vendues dans cette pièce pour un montant plus élevé que dans la boutique.

### RatSim
Au fur et à mesure que l’histoire progresse, il y a plus de menaces pour Zarbville (Jimmy « The » Neck, Crime Spree Bob, des extraterrestres et des robots). Ces attaques sont pour la plupart aléatoires ; Cependant, un voyage dans le temps à rebours provoquera une invasion extraterrestre à chaque point d’apparition disponible. Ceux-ci peuvent être combattus par votre Sim en tant que RatSim.
Pour le débloquer, le joueur doit avoir accès à la grotte des rats. Il peut soit être acheté pour 3 500 §, soit montré au joueur gratuitement par Tristan Legend s’il n’a pas été acheté par le troisième antagoniste.
La Rat-Cave est aménagée comme une cage métallique, semblable à une cage de hamster, avec des tubes menant à différentes sections. Il y a un espace pour que le personnage du joueur puisse dormir, ainsi qu’une salle de bain. À travers l’un des tubes, il y a un grand costume de rat à l’intérieur d’un récipient en verre. Le joueur peut se transformer en cela et peut ensuite vaincre l’ennemi en l’effrayant, en le frappant avec le batarang et en utilisant le sim-fu sur eux (qui peut être utilisé en appuyant sur l’icône dans le coin de l’écran tactile). Le RatSim est nécessaire pour terminer le jeu, c’est donc une bonne idée de s’habituer aux attaques.
En voyant le RatSim, les extraterrestres, Jimmy the Neck et Crime Spree Bob vont tous s’enfuir ; Cependant, les robots attaqueront toujours le joueur. Il est également impossible d’interagir avec les Sims, car ils se recroquevillent et crient. Le téléphone portable du joueur est également indisponible, bien que les demandes puissent toujours arriver. Vérifier les tâches et éviter de rester trop longtemps dans la combinaison est la meilleure idée pour ne pas manquer les demandes des PNJ.

## Histoire
Le début
Vous commencerez avec vous à Zarbville ayant des problèmes de voiture. Marius Bouseux propose de vous aider. Il dit que cela va prendre un certain temps, alors dirigez vous vers l’hôtel. Suivez les étapes que le service de conciergerie vous indique. Ramassez les barres de combustible que vous voyez sur le chemin.
Appuyez sur A pour les ramasser. Allez ensuite dans la pièce la plus éloignée du sous-sol. Entrer. Faites face à la fournaise pour qu’on vous donne des options sur ce qu’il faut faire. Faites le plein au max. Retournez à Concierge. Une note mystérieuse vous sera laissée. Marchez jusqu’à l’aspirateur et ramassez-le. Cliquez sur la poche dans le menu et nettoyez cinq tas de poussière. Tenez et faites glisser l’aspirateur jusqu’à la main pour le démarrer. Dirigez-vous vers les tas de poussière. Ils ramasseront automatiquement. Pour fermer l’écran du vide, cliquez sur le X. Paulo Norable entrera. Marchez jusqu’à Paulo Norable et cliquez sur Retenir. Cliquez sur les icônes en surbrillance.
Paulo Norable va maintenant vous montrer votre suite. Prenez une douche dans votre salle de bain. Marchez jusqu’à la salle de bain de votre suite, puis marchez jusqu’à la douche. Appuyez sur A pour prendre une douche ou utilisez votre stylet pour choisir une option. Sortez de l’hôtel et descendez la rue, passez devant les vaches. Continuer à marcher. Vous verrez un panneau avec une photo dessus. Passez devant et vous arriverez dans le désert. Marchez jusqu’à Tristan Mithik et remontez lui le moral. Utilisez votre stylet pour cliquer sur les icônes en surbrillance. Au bout d’un moment, ceux-ci cesseront d’être mis en évidence et vous devrez vous rappeler quelle icône utiliser pour chaque action de l’autre sim. Retournez en ville à pied et entrez dans le bâtiment de l’hôtel de ville. C’est celui aux portes brunes.
Dirigez-vous vers le greffier derrière le comptoir. Appuyez sur Construire des salles. Sélectionnez le Snake Eyes Casino. Retournez à l’hôtel à pied ou utilisez la porte arrière. Tristan vous y accompagnera. Vous entendrez un tremblement. L’écran affichera désormais l’empereur Xizzle. Sortez de l’hôtel pour trouver Manuel Travos. Appuyez sur Quoi de neuf ?. Payez-lui 250 § pour le Super Drencher. Entrez dans l’hôtel et cliquez sur l’onglet Poches pour sélectionner le Super Drencher. Faites glisser l’icône Super Drencher vers la main pour l’utiliser. Cliquez sur le point d’interrogation puis sur tous les autres boutons pour savoir comment faire fonctionner le Super Drencher. Appuyez sur A et vaporisez-le. Vous serez maintenant le patron de l’hôtel. Une autre note arrivera.
Frankie Fusilli
Frankie Fusilli vous appellera sur votre téléphone portable. Entrez dans l’hôtel. Frankie va vous menacer. Montez les escaliers et montez l’ascenseur. Cliquez sur Penthouse. Marchez jusqu’à Frankie et cliquez sur Quoi de neuf ?. Frankie vous confiera sa première tâche. Vous devrez donner 1 000 dollars à Frankie. Ce n’est pas forcément le cas, mais pour progresser dans le jeu, vous devez finir cette tâche. La même règle s’applique à toutes les tâches qui vous sont confiées par les locataires de Penthouse. Donnez 1000 dollars à Frankie. La tâche disparaîtra de votre onglet Objectifs. Plus tard, Frankie vous rappellera. Montez au Penthouse. Cliquez sur Actualités ?. Le cadeau est une tête de vache en peluche. Il sera dans votre onglet de poche. Offrez le cadeau à Paulo Norable. Il sera généralement à l’hôtel de ville. Sinon, utilisez votre téléphone portable pour l’appeler. Toute personne que vous appelez vous dira où elle se trouve.
Cliquez sur Offrir un cadeau. Donnez la tête de vache à Paulo. Revenons à Frankie. Cliquez sur Quoi de neuf ?. Vous lui direz que vous avez donné le paquet à Paulo. Après un certain temps, vous recevrez un appel téléphonique de Paulo. Il vous dira que son bureau est en feu. Utilisez le Super Drencher pour éteindre le feu, puis calmez Paulo. Rendez visite à Frankie. Augmentez votre score d’hôtel à 20%. Pour ce faire, ajoutez des pièces supplémentaires. Vous pouvez construire des chambres d’hôtel supplémentaires, des salons ou même une galerie d’art. Vous avez besoin d’argent pour cela, alors enregistrez les invités pour qu’ils restent dans votre chambre. Ils resteront de 1 à 3 jours (en temps réel, pas en temps mi). Vous pouvez les vérifier, ou ils se vérifieront eux-mêmes. Parlez au concierge pour savoir qui séjourne dans votre hôtel, qui y séjourne, combien coûte la chambre, etc. Il vous donnera également des conseils sur la façon de jouer au jeu. Gardez à l’esprit que vous devez garder votre santé mentale. (La barre en bas de l’écran supérieur). Votre sim aura besoin de dormir, de se doucher, de manger de temps en temps. (Lisez votre livre dans le cas des Sims 2 pour en savoir plus sur la façon de jouer.) Explorez la ville !
Après avoir atteint 20% sur le score de votre hôtel (vous pouvez le vérifier en sélectionnant l’onglet objectifs. En bas, il affichera le score de votre hôtel), vous êtes arrivé au penthouse et parlez à Frankie Fusilli. Revenez en arrière et cliquez sur « Quoi de neuf ? » pour recevoir votre prochain objectif. Il voudra que vous construisiez The Vault. Cette chambre peut être achetée à l’hôtel de ville. Vous devez avoir suffisamment de fonds pour l’acheter. Il coûte 3 000 dollars.
Après avoir construit The Vault, vous devrez trouver trois barres de métal dans le désert pour lui. Pour ce faire, vous devrez acheter un détecteur de métaux dans le magasin. Après avoir trouvé les bars, vous aurez un dernier travail pour Frankie. Vous devrez enterrer un coffre dans le désert. Vous devrez acheter une pelle pour cela, et vous pouvez la trouver dans le magasin. Si vous essayez d’aller dans le désert pendant la journée, Jimmy Les Gros Bras vous chassera. Au lieu de cela, allez dans le désert la nuit. Vous serez accueilli par un agent spécial nommé Steph Biaye qui confisquera le coffre. Allez dire à Frankie Fusilli que vous avez enterré le coffre.
Vous finirez par rencontrer à nouveau Steph Biaye. Elle vous donnera un fil pour l’aider à attraper Frankie. Allez dans sa chambre, calmez le.
Après que Frankie ait révélé sa véritable raison d’être ici (il blanchit de l’argent dans The Vault), Steph Biaye l’arrêtera.
Allez dans le hall principal et vous rencontrerez une gothique appelée Ava. Elle emménagera dans le Penthouse.
Ava Cadavra
Rendez visite à Ava dans le Penthouse et elle vous demandera de construire une pièce sans fenêtres pour sa réunion de culte. Allez à l’hôtel de ville et construisez le sanctuaire des bovins. Lorsque le sanctuaire sera construit, Ava vous demandera de trouver une cloche de vache mystique. Vous pouvez prendre une cloche normale de l’une des vaches dans le champ. Ensuite, vous devrez lui acheter du rouge à lèvres.
Finalement, vous recevrez un mystérieux appel téléphonique vous demandant de trouver une pyramide dans le désert. Partez à sa recherche la nuit et vous rencontrerez Horus Menhoset IX, une momie qui a besoin de votre aide pour arrêter la génisse primordiale, la divinité culte d’Ava. Trouvez l’instrument d’Horus près de l’oasis et placez-le dans votre chambre. Lorsque Horus Menhoset IX vous contactera à nouveau, vous devrez trouver un fer à marquer. Vous pouvez le trouver au bureau du shérif. Utilisez-le pour détruire la statue de la génisse primordiale. La prochaine fois que vous retournerez au sanctuaire des bovins, la statue de la génisse primordiale sera remplacée par une statue égyptienne. Donner des gourdes à la statue permettra à Horus Menhoset IX de se promener dans votre hôtel. Après avoir détruit la statue de la génisse primordiale, Ava Cadavra mettra le feu (ou pas si on n'avait pas acheté la Rat Cave avant) au penthouse de rage avant de s’enfuir.
Optimum Alfred
Optimum Alfred emménagera dans le penthouse et commencera à le nettoyer. Pour cela, il aura besoin d’un recharger, qui peut être acheté dans le magasin. Il aura également besoin de 20 barres de combustible. Il essaiera ensuite d’installer un satellite sur le pont soleil, mais Lord Mole mâchera les câbles. Vous devrez tirer sur Lord Mole avec le pistolet à eau. Une fois que Lord Mole a été forcé de quitter Optimum, Alfred deviendra un peu fou et lâchera trois robots dans les rues de Zarbville.
Le seigneur Taupe se promène maintenant librement autour de votre hôtel, il est inoffensif. Vous pouvez vaincre les robots en tant que « Ratticator ». Une fois cela fait, Optimum Alfred s’enfermera dans sa chambre et vous recevrez une visite de l’empereur Xizzle, dans laquelle il restera, traitera votre personne correctement mais blessera les invités jusqu’à ce que vous atteigniez l’objectif et lui donniez ce qu’il veut.
Vous ne pouvez pas le connaître contrairement à tous les invités, mais vous pouvez parler avec lui et il vous rappellera de manière amicale sa mission pour vous. Il vous demandera de gagner 5 points de compétence mécanique et de pénétrer dans la chambre d’Optimum à une certaine heure (entre 18 et 22 heures la nuit) pour obtenir des plans secrets. Donnez-les à Xizzle, et il vous donnera ensuite une potion pour détruire le satellite. Montez vers le satellite et buvez la potion.
Une fois que c’est fait, c’est la confrontation finale à la Véranda, Battre Alfred. Optimum Alfred aura 4 amis robots pour l’aider. L’argent est nommé PAL-8000, le bleu est nommé BAM-7000, le vert est nommé POW-6000 et le rouge est EEP-5000. Vous devrez attraper Optimum Alfred et ses amis robots un total de 3 fois avant qu’ils ne soient vaincus pour de bon. Une fois que vous avez vaincu les robots, ainsi qu’Optimum Alfred, une cinématique sera jouée, montrant le fait que le RatSim (vous) est victorieux.
Après la cinématique et le générique, Optimum Alfred s’excuse puis s’envole. Il se promène désormais librement dans votre hôtel. L’empereur Xizzle met fin à la trêve et s’en va.
Lorsque vous retournez dans le hall, vous recevez une lettre qui vous dit que la ville vous appartient. Vous pouvez maintenant redécorer le penthouse et y installer des gens et continuer votre travail comme si de rien n’était à l’hôtel.
De plus si vous avez atteint les 100% durant l'histoire, la lettre mentionnera tira votre chapeau.

## Système de jeu

### Génétique
La principale amélioration au niveau du gameplay est l'apparition de la génétique, qui fait que les enfants naturels des sims reçoivent les traits physiques (couleur des cheveux, forme du visage…) de leurs parents. Il était dans le premier jeu possible d'en avoir, en s'embrassant ou en utilisant le lit inclus dans Ça vous change la vie, mais les enfants obtenus n'étaient en aucun cas ressemblants à leurs parents et ne grandissaient pas, ce qui nous amène à la deuxième grande nouveauté : les sims naissent, grandissent, vieillissent et meurent.
Il est quand même possible de stopper leur croissance : avec un code ou avec l'élixir de vie.

### Évolution
Les Sims passent par 7 à 8 stades au cours de leur vie, soit :
1. Bébé ;
2. Bambin ;
3. Enfant ;
4. Adolescent ;
5. Jeune adulte (Les Sims 2 : Académie) ;
6. Adulte ;
7. Senior ;
8. Fantôme.

L'extension Les Sims 2 Académie ajoute également le stade « Jeune adulte », qui correspond en fait à la période pendant laquelle les Sims sont à l'université. Au cours de leur vie, les Sims peuvent se marier et fonder une famille.

### Aspiration
Chaque Sim, sauf les bébés, les bambins, et les enfants a une aspiration.
Les bambins et les enfants ont l'aspiration à grandir. Pour un bambin, les vouloirs primaires sont apprendre à marcher, à être propre et à parler. Il est très important qu'ils soient épanouis pour qu'ils puissent grandir dans les meilleures conditions. Lors de l'enfance d'un Sim, concentration et joie sont essentiels pour pouvoir se concentrer sur ses études et bien grandir. C'est à ce stade qu'ils peuvent commencer à prendre plus d'avance pour leurs compétences.
Depuis le début d'adolescence, chaque Sim a une aspiration unique, choisie par le joueur. Les choix sont:
- la fortune (c'est-à-dire la richesse) ;
- la popularité ;
- la connaissance ;
- la famille ;
- la romance.

Les Sims 2 : Nuits de folie ajoute deux aspirations:
- le plaisir ;
- le fromage grillé (une aspiration punitive qui s'applique parfois aux Sims qui utilisent mal l'objet ReNuYu SensoOrb pour changer leurs aspirations sans un score d'or ou de platine).

### Quelques informations sur la vie des Sims
- Les bébés demandent beaucoup d'affection et de temps. Il faut les nourrir, jouer avec eux, changer leur couche, etc. Une fois bambins, ils ne peuvent apprendre que quelques compétences grâce à certains jouets.
- Les enfants et adolescents doivent étudier pour avoir de bonnes notes. Une fois adolescents, ils peuvent occuper des emplois à temps partiels. C'est aussi le début des relations amoureuses. Ils ont de nombreuses opportunités pour améliorer leurs compétences.
- Dans l'extension Les Sims 2 : Académie, vient ensuite l'âge de jeune adulte, auquel le Sim n'a accès que s'il décide d'aller à l'université, pour étudier et se former pour son futur métier.
- Lorsqu'un Sim est devenu un adulte mûr, il peut se pencher sur ses responsabilités nouvelles, autrefois inaccessible aux anciens stades de leur vie. Ils peuvent occuper un emploi à temps plein. Il peut continuer d'améliorer ses compétences, trouver l'âme sœur, et éventuellement fonder une famille selon les décisions prises par le joueur[style à revoir].
- À l'âge de senior, le dos des Sims se courbe, et leurs cheveux deviennent gris. Il est alors possible de prendre sa retraite.
- Lorsqu'il meurt, le senior devient fantôme. Il devient un PNJ, c'est-à-dire un personnage non jouable. On peut le croiser le soir errer près de sa tombe, dans le jardin, ou dans le cimetière si sa tombe y a été déplacée. Si des Sims le voient, ils peuvent en avoir peur, mais pas systématiquement.
Le fantôme sera de couleur différente selon sa mort. Il sera blanc s'il meurt de vieillesse à la fin de sa vie, bleu s'il meurt noyé, orange s'il meurt brûlé vif, jaune s'il meurt électrocuté et rouge s'il meurt de faim.
[style à revoir]

Le jeu ne possède pas de finalité précise, mais un temps limité est offert pour faire évoluer un Sim (même s'il existe certains objets secrets permettant de faire reculer le jour fatidique). Ceci amène donc le joueur à faire des choix, notamment au niveau de la carrière du Sim.
Le physique du Sim peut parfois changer sans qu'il ne vieillisse. Une Sim enceinte verra son ventre grossir deux fois lors de sa grossesse. Si un Sim mange alors que sa jauge d'appétit est pleine, il finira par grossir. Pour redevenir mince et svelte, il devra passer par la pratique d'un sport (musculation, gymnastique devant la télévision ou avec la radio).
Par ailleurs, grâce à l'extension "Animaux et Cie", le joueur peut faire reproduire des animaux entre eux et obtenir des chiots ou des chatons.

#### Compétences
Il y a 7 compétences différentes : la cuisine, la mécanique, le charisme, le physique, la logique, la créativité et le nettoyage.
- Votre Sim démarre sans aucun point. Il devra donc acquérir des points de compétences (10 par compétence) pour mieux gérer son quotidien et progresser dans son travail. Pour gagner ces points, il pourra étudier en lisant ou progresser grâce à la pratique. Mais si vous avez l'add-on Les Sims 2 : Au fil des saisons et que vous avez un Végésim (qui crée une spore qui donne naissance à un Végébébé) le Végébébé en question aura les mêmes compétences que sa mère. Si vous avez l'add-on les sims 2 : La Bonne affaire, et si vous créez un Servo (quand vous l'initialiserez) il aura les mêmes compétences que celui qui l'a initialisé.

L'add-on Quartier libre rajoute une compétence secrète, l'éducation des enfants et l'add-on La Vie en appartement rajoute cinq autres compétences secrètes.

### Centre d'intérêts
Lorsqu'un Sim est créé, des centres d'intérêt lui sont distribués au hasard. Cela conditionnera ses sujets de discussion (les bulles qui apparaissent quand il discute indiquent de quel sujet il parle).
Si son interlocuteur a les mêmes centres d'intérêt, les discussions seront plus longues et plus bénéfiques à leur relation.
Pour faire augmenter un centre d'intérêt, un Sim peut lire des revues thématiques qu'il trouvera dans certains magasins des terrains communautaires.
L'interaction « partager un centre d'intérêt » peut également être utilisée entre deux Sims.

## La personnalisation du jeu
Comme dans l'opus précédent, le jeu peut être amélioré par le joueur, l'effet est encore plus réaliste lors de la création de vêtements. (EA Games a même organisé un concours avant la sortie du 2e add-on Nuits de Folie, quelques tenues créées par des joueurs ont été ajoutées au jeu). Mais dans Les Sims 2, on peut aussi créer son propre quartier, que l'on peut modifier comme on veut (Lui donner un nom, lui créer son histoire, ses maisons, lieux communautaires, sims, etc.)
En plus des musiques, (comme dans les Sims) le joueur peut diffuser ses vidéos dans le téléviseur de ses Sims.
Les créations sont faites à partir du logiciel Boit@look livré avec le jeu, Cré@logis, logiciel téléchargeable, pour les constructions, Wizard of Simpe et Color Enabled Package pour les objets et Poster Importer, fait créer ses posters et les importe dans le jeu.
Les Quartiers et mondes dans les sims 2
Les mondes
- Montsimpa (monde de base inclus dans les sims 2)
- Zarbville (monde de base inclus dans les sims 2)
- Veronaville (monde de base inclus dans les sims 2)
- Florimont-la-Rivière (nouveau quartier inclus dans l'extension Au fils des Saisons)
- La Vallée aux Souhaits (nouveau quartier inclus dans l'extension Quartier libre)
- La Baie de Belladonna (nouveau quartier inclus dans l'extension La vie en Appartement)

### La musique
La bande originale du jeu a été composée par Mark Mothersbaugh, membre du groupe Rock DEVO, il a également signé la musique du film La Coccinelle - Herbie fully loaded en 2005.
Après l'arrivée de l'extension Les Sims 2: Animaux & Cie, de nouvelles chansons d'artistes populaires, traduites en simlish (langue des sims) ont été ajoutées : Don't Cha des The Pussycat Dolls, Suffer Well de Depeche Mode ou encore Hot n Cold de Katy Perry,.

### Les défis
Avec Les Sims 2 est apparue une nouvelle façon de jouer, grâce aux défis : suivre un défi consiste à suivre des règles établies au préalable, et, grâce à un système de points, à compter un score qui sera comparé aux autres joueurs.
Le premier défi est The Legacy Challenge. Il fut créé par un membre du forum américain : Pinstar1161. Ce défi consiste à partir d'un seul Sim, et de créer la famille la plus puissante, sur 10 générations. Des points sont attribués selon la réussite, 1 point pour 100 000 simflouz (la monnaie du jeu) sur le compte familial, par exemple. Ce défi est devenu culte, et d'autres ont fleuri un peu partout sur le Web. Ces défis proposent donc comme un « scénario » à ce jeu.

### Les défis créés par le jeu
Une nouvelle série de jeux, Les Sims Histoires avec un scénario défini, vont proposer des « challenges » directement dans le jeu, puisque le joueur gagnera des récompenses s'il mène à bien le scénario. Précisons aussi que le joueur n'est pas obligé de suivre les règles à la lettre (c'est-à-dire faire mener à leurs sims une vie de routine). Beaucoup de blogs où les sims sont mis en scène dans des scénarios dignes de films existent à cette date.

## Les disques additionnels
Pour Les Sims 2, huit extensions sont parues de 2005 à 2008 :
- mars 2005 : Académie permet d'envoyer les Sims à l'université ;
- septembre 2005 : Nuits de Folie permet de faire sortir ses Sims, mais aussi de jouer des Sims vampires ;
- mars 2006 : La Bonne Affaire permet d'ouvrir un commerce ;
- octobre 2006 : Animaux & Cie fait apparaître les animaux de compagnie ;
- mars 2007 : Au Fil des Saisons introduit la météo et les saisons dans le jeu ;
- septembre 2007 : Bon Voyage permet aux Sims de voyager et de prendre des vacances ;
- février 2008 : Quartier libre permet aux Sims de se divertir (danse, football, etc.) ;
- août 2008 : la dernière extension apparaît. La Vie en appartement permet d'emménager dans des appartements, de vivre en colocation, etc.

## Les kits d'objets
Pour Les Sims 2, il y a 9 kits parus de 2005 à 2009 :
- Fun en Famille ;
- Glamour ;
- Joyeux Noël ;
- Jour de fête ;
- H&M Fashion ;
- Tout pour les ados ;
- Cuisine et salle de bain ;
- Ikea Home Design ;
- Demeures de rêve.

## Les éditions spéciales
- En décembre 2005 : Les Sims 2 : Édition de Noël, cette édition spéciale est le jeu normal avec en plus quelques objets sur le thème de Noël. Cette version du jeu est une édition limitée.
- En septembre 2006 : Les Sims 2 : Édition spéciale, cette édition spéciale contient le jeu normal plus le kit Glamour. Puis en octobre 2006 : Les Sims 2 : Édition spéciale, cette édition spéciale contient Les Sims 2 et l'add-on Animaux & Cie.
- En novembre 2006 : Les Sims 2 : Édition de Noël, cette édition spéciale est une réédition de la version de décembre 2005 avec une quarantaine de nouveaux objets.
- En juin 2007 : Les Sims 2 Deluxe, cette édition spéciale contient Les Sims 2 plus l'add-on Nuits de Folie accompagné d'un DVD bonus, contenant des tutoriels pour mieux jouer. Cette édition fait office de jeu de base et est destinée à remplacer le jeu de base original.
- En décembre 2007 : Les Sims 2 Deluxe : Édition Cadeau, cette édition spéciale contient comme précédemment le jeu de base accompagné de l'add-on Nuits de Folie et du DVD bonus, ainsi que le tout dernier kit, Tout pour les Ados.
- En février 2008 : une édition spéciale contenant Les Sims 2 : Quartier Libre et Les Sims 2 Deluxe.
- En mars 2008 : le pack Passe-temps est disponible avec Les Sims 2 + Les Sims 2 Quartier Libre.
- Et enfin en juillet 2014 : EA fait profiter de Les Sims 2 Collection Ultime aux joueurs possédant Les Sims 2 sur la plateforme Origin et par la suite il suffisait d'entrer le code de produit sur Origin « I-LOVE-THE-SIMS » pour pouvoir télécharger cette version, le code était disponible pour tous les joueurs ayant Origin et ceci jusqu’au 31 juillet 2014 inclus.

À noter, Les Sims 2 Double Deluxe : cette édition spéciale contient Les Sims 2 plus l'add-on Nuits de Folie et le kit Jour de Fête accompagné d'un DVD bonus encore plus complet, contenant des tutoriels, des bandes-annonces… Cette édition fait office de jeu de base et est destinée à remplacer le jeu de base original.